# Pseudophryotrocha
Pseudophryotrocha är ett släkte av ringmaskar. Pseudophryotrocha ingår i familjen Dorvilleidae.
Kladogram enligt Catalogue of Life:
| Pseudophryotrocha | \| \| Pseudophryotrocha eugenei \| \| \| \| \| \| Pseudophryotrocha gracilis \| \| \| \| \| \| Pseudophryotrocha serrata \| \| \| \| |
|                   | \| \| Pseudophryotrocha eugenei \| \| \| \| \| \| Pseudophryotrocha gracilis \| \| \| \| \| \| Pseudophryotrocha serrata \| \| \| \| |
|                   | Pseudophryotrocha eugenei |
|                   | |
|                   | Pseudophryotrocha gracilis |
|                   | |
|                   | Pseudophryotrocha serrata |
|                   | |